# 埃里克·尼尔松
埃里克·尼尔松（瑞典語：Erik Nilsson，1916年8月6日—1995年9月9日），瑞典男子足球运动员。他曾代表瑞典参加1948年和1952年夏季奥林匹克运动会足球比赛，共获得一枚金牌和一枚铜牌。